# 江西省临川第一中学
临川一中是江西省重点中学，坐落在中华人民共和国江西省抚州市临川区，曾获得中国十大名牌中学，中国百强中学等荣誉。

## 成就
临川一中每年在高考中均取得优秀的成绩，录取北京大学、清华大学等名校的学生数目常居江西之首，培养出了数名江西省高考状元。拥有北京大学，清华大学等大学的自主招生校长推荐资格。
| 年份   | 清北录取人数 |
| ------ | ------------ |
| 2010年 | 36人         |
| 2011年 | 27人         |
| 2012年 | 36人         |
| 2013年 | 41人         |
| 2014年 | 34人         |
| 2015年 | 25人         |
| 2016年 | 23人         |
| 2017年 | 29人         |
| 2018年 | 24人         |
| 2019年 | 23人         |
| 2020年 | 20人         |
| 2021年 | 20人         |
| 2022年 | 21人         |
| 2023年 | 17人         |

## 竞争
与省内其他重点中学，如江西师大附中、临川二中等构成竞争关系，每年高考成绩公布后，各校均会将該校的高考成绩张榜公布，以显示自身的教学质量。